# 미카와이치노미야역
미카와이치노미야역(일본어: 三河一宮駅)은 일본 아이치현 도요카와시에 위치한 도카이 여객철도 이다선의 철도역이다. 상대식 승강장 2면 2선의 구조를 갖춘 지상역이다.

## 이용 현황
| 연도     | 하루 평균 |
| 2002년도 | 942       |
| 2003년도 | 907       |
| 2004년도 | 839       |
| 2005년도 | 844       |
| 2006년도 | 820       |
| 2007년도 | 827       |
| 2008년도 | 798       |
| 2009년도 | 781       |
| 2010년도 | 809       |
| -------- | --------- |

## 역 주변
- 도가 진자
- 도메이 고속도로 도요카와 나들목
- 국도 제151호선

## 역사
- 1897년 7월 22일 : 도요카와 철도의 이치노미야역으로서 개업.
- 1898년 4월 25일 : 도요카와 철도선이 신시로 역까지 연신해, 도중역으로 한다.
- 1902년 3월 27일 : 역부터 '간이 정거장'으로의 종별 변경이 허가 되었다.
- 1904년 2월 17일 : 역으로 제도 종별변경.
- 1916년 1월 1일 : 미카와이치노미야역으로 개칭.
- 1943년 8월 1일 : 국유화, 국철 이다선의 역이 된다.
- 1971년 12월 1일 : 화물 · 하물의 취급을 폐지.
- 1984년 3월 19일 : 과선교를 신설.
- 1987년 4월 1일 : 일본국유철도 분할 민영화에 의해, 도카이 여객철도가 승계.
- 1988년 11월 1일 : 야간 무인화.
- 1990년 12월 19일 : 도가 진자를 이미지했던 역사로 리뉴얼.
- 1992년 2월 1일 : 역 업무 위탁 개시.
- 2012년 4월 1일 : 역 무인화.

## 인접 역
| 도카이 여객철도 이다선 | 도카이 여객철도 이다선 | 도카이 여객철도 이다선 |
| ---------------------- | ---------------------- | ---------------------- |
| 신시로 신시로 방면     | ■ 쾌속 (신시로역 시발) | 도요카와 도요하시 방면 |
| 도카이 여객철도 이다선 |                        |                        |
| 도요카와 도요하시 방면 | ■ 쾌속 · ■ 보통        | 나가야마 다쓰노 방면   |